# Saint Margarets (Île-du-Prince-Édouard)
Saint Margarets est une communauté du Canada située sur l'Île-du-Prince-Édouard, dans le comté de Kings, au nord-ouest de Souris.